# Myrceugenia scutellata
Myrceugenia scutellata är en myrtenväxtart som beskrevs av C.D.Legrand. Myrceugenia scutellata ingår i släktet Myrceugenia och familjen myrtenväxter. IUCN kategoriserar arten globalt som sårbar. Inga underarter finns listade i Catalogue of Life.